# Serafin Kaszuba
Serafin Kaszuba, né le 17 juin 1910 à Zamarstynów et décédé le 29 septembre 1977 à Lviv, est un prêtre catholique polonais, de l'Ordre des Frères mineurs capucins, missionnaire en Pologne pendant l'occupation nazie puis dans les pays du bloc soviétique. Il est reconnu vénérable par l'Église catholique.

## Biographie
Alojzy Kazimierz Kaszuba, de son nom de naissance, entre au noviciat des Frères mineurs capucins à l'âge de 18 ans. Il fait sa profession religieuse en 1932 sous le nom de Serafin et reçoit l'ordination sacerdotale l'année suivante. Il complètera ses études en théologie à l'université Jagellonne de Cracovie. En 1940, il part en Pologne pour distribuer les sacrements aux fidèles dont les prêtres ont été déportés. Il exerce son ministère dans la clandestinité, parcourant de nombreux villages au péril de sa vie, échappant même à des embuscades. 
En 1945, il revient en Ukraine, alors occupée par l'Union soviétique. Serafin Kaszuba s'exerce une fois de plus comme missionnaire itinérant à travers la Volhynie, poussant même parfois jusqu'aux frontières lettones et lituaniennes. Il célèbre la messe ici et là, confesse et prêche pour encourager la foi des chrétiens persécutés par le régime. En 1958, les autorités soviétiques lui défendent d'exercer publiquement son ministère. Il continuera cependant son ministère en cachette, à travers l'Ukraine, la Biélorussie, la Lituanie et l'Estonie. Vivant au jour le jour, il ne possède pratiquement rien, dormant et mangeant chez des fidèles de village en village. On le surnomme alors le « chariot de Dieu ». 
En 1963, il part pour le Kazakhstan, œuvrant notamment auprès des milliers de déportés polonais. Pour éviter tout soupçon sur ses activités sacerdotales, il travaille officiellement comme assistant d'un relieur. Arrêté en 1966, il parvient à s'échapper l'année suivante, et continuera son ministère. Son mode de vie ayant brisé sa santé (il souffre de la tuberculose), il peut retourner en Pologne en 1968 où il est hospitalisé. Dès 1970, il continue ses courses missionnaires à travers le Kazakhstan et l'Ukraine, jusqu'à sa mort, survenue à Lviv en 1977. 

## Béatification
La cause pour sa béatification et canonisation débute le 2 décembre 1991 à Cracovie. En 2007 l'enquête diocésaine est envoyée à Rome pour y être étudiée par la Congrégation pour les causes des saints. Le 9 octobre 2017, le pape François reconnaît l'héroïcité des vertus de Serafin Kaszuba, lui attribuant ainsi le titre de vénérable, qui est la première étape vers la canonisation. 